# 28 Weeks Later
28 Weeks Later és una pel·lícula espanyola-britànica de Juan Carlos Fresnadillo, continuació de 28 Days Later, estrenada el 2002.

## Argument
Algun temps després dels esdeveniments de  28 dies més tard, la quasi totalitat de la població del Regne Unit ha estat contaminada per un virus anomenat «furor». L'illa de la Gran Bretanya és posada en quarantena per tal d'evitar que aquest virus es propagui al món. 28 setmanes més tard, nombrosos contaminats moren d'inanició, les forces armades dels Estats Units prenen posició a Londres per tal de començar la reconstrucció del país. Cap contaminat no és present en una zona de la ciutat. S'estableixen mesures de seguretat draconianes en aquesta zona. Però per un cúmul de circumstàncies, la contaminació s'escampa.

## Repartiment
- Robert Carlyle: Don
- Rose Byrne: Scarlet
- Jeremy Renner: Sergent Doyle
- Catherine McCormack: Alice
- Harold Perrineau: Flynn
- Idris Elba: General Stone
- Imogen Poots: Tammy
- Mackintosh Muggleton: Andy
- Amanda Walker: Sally
- Shahid Ahmed: Jacob
- Garfield Morgan: Geoff
- Emily Beecham: Karen
- Raymond Waring: Sam
- Meghan Popiel: Soldat
- Philip Scott: Jason

## Al voltant de la pel·lícula
- El juliol del 2006, Fox Atomic Comics i HarperCollins van anunciar que tenien previst publicar, a la primavera del 2007, un còmic titulat 28 Days Later: The Aftermath . Això per permetre vincular les dues primeres parts, és a dir  28 dies més tard  i 28 setmanes més tard .
- Un primer tràiler va ser presentat pel realitzador Juan Carlos Fresnadillo al festival The Carnivals of Lost Souls , un esdeveniment virtual preparat per Fox Atomic durant el Halloween del 2006.